# Приворотень шорсткостеблий
Приворотень шорсткосте́блий (Alchemilla hirsuticaulis) — трав'яниста рослина родини розових, поширений у східній частині Європи та Сибіру.

## Опис
Прикореневі листки ниркоподібні або майже округлі, з 7–9 короткими лопатями, що несуть 4–6 зубців з кожного боку, з обох сторін густо волосисті. Головні жилки з нижньої сторони листків по всій довжині волосисті. Черешки листків і стебла по всій довжині вкриті густими горизонтально відхиленими волосками. Квітки в щільних клубочках. Квітконіжки по всій або майже по всій довжині густо відстовбурчено волосисті. Чашолистки волосисті.

## Поширення
Європа: Фінляндія, Естонія, Латвія, Литва, Польща, Білорусь, Україна, Росія; Азія: Сибір.
Зростає на суходільних луках, пасовищах.